# Communauté de communes Rives de l'Ain - Pays du Cerdon
La communauté de communes Rives de l'Ain - Pays du Cerdon est une structure intercommunale française située dans le département de l'Ain et regroupant 14 communes.

## Historique
Elle naît le 1er janvier 2012 de la fusion des deux anciennes communautés de communes Bugey-Vallée de l'Ain et Pont-d'Ain, Priay, Varambon.
Le 1er janvier 2014, la commune de Serrières-sur-Ain rejoint la communauté de communes.

## Territoire communautaire

### Composition
La communauté de communes est composée des 14 communes suivantes :

| Nom                 | Code Insee | Gentilé        | Superficie (km2) | Population (dernière pop. légale) | Densité (hab./km2) |
| ------------------- | ---------- | -------------- | ---------------- | --------------------------------- | ------------------ |
| Jujurieux (siège)   | 01199      | Sussuriens     | 15,39            | 2 209 (2022)                      | 144                |
| Boyeux-Saint-Jérôme | 01056      |                | 16,94            | 362 (2022)                        | 21                 |
| Cerdon              | 01068      | Cerdonnais     | 12,3             | 755 (2022)                        | 61                 |
| Challes-la-Montagne | 01077      | Chaléens       | 7,65             | 185 (2022)                        | 24                 |
| Labalme             | 01200      | Balmérans      | 8,8              | 207 (2022)                        | 24                 |
| Mérignat            | 01242      |                | 3,17             | 133 (2022)                        | 42                 |
| Neuville-sur-Ain    | 01273      | Neuvillois     | 19,79            | 1 798 (2022)                      | 91                 |
| Poncin              | 01303      | Poncinois      | 19,77            | 1 766 (2022)                      | 89                 |
| Pont-d'Ain          | 01304      | Pondinois      | 11,22            | 2 862 (2022)                      | 255                |
| Priay               | 01314      | Priaysiens     | 15,77            | 1 803 (2022)                      | 114                |
| Saint-Alban         | 01331      | Saint-Albanais | 8,08             | 195 (2022)                        | 24                 |
| Saint-Jean-le-Vieux | 01363      | Saint-Jantets  | 15,33            | 1 799 (2022)                      | 117                |
| Serrières-sur-Ain   | 01404      |                | 8,18             | 135 (2022)                        | 17                 |
| Varambon            | 01430      | Varambonnais   | 7,99             | 664 (2022)                        | 83                 |

### Démographie
| 1968  | 1975  | 1982  | 1990   | 1999   | 2009   | 2014   | 2020   |
| ----- | ----- | ----- | ------ | ------ | ------ | ------ | ------ |
| 9 293 | 9 280 | 9 404 | 10 319 | 11 200 | 13 209 | 14 129 | 14 664 |

## Administration

### Siège
Le siège de la communauté de communes est situé à Jujurieux.

### Les élus
Le conseil communautaire de la communauté de communes se compose de 37 conseillers, élus pour une durée de six ans.
Ils sont répartis comme suit :
| Nombre de conseillers | Communes                                             |
| --------------------- | ---------------------------------------------------- |
| 6                     | Pont-d'Ain                                           |
| 5                     | Jujurieux                                            |
| 4                     | Neuville-sur-Ain, Poncin, Priay, Saint-Jean-le-Vieux |
| 2                     | Cerdon, Varambon                                     |
| 1 (+1 suppléant)      | les 6 autres communes                                |

### Présidence
| Période                                  | Période  | Identité       | Étiquette | Qualité                             |
| ---------------------------------------- | -------- | -------------- | --------- | ----------------------------------- |
| Les données manquantes sont à compléter. |          |                |           |                                     |
|                                          | En cours | Thierry Dupuis | DVG       | Maire de Neuville-sur-Ain (2001 → ) |

### Régime fiscal et budget
Le régime fiscal de la communauté de communes est la fiscalité professionnelle unique (FPU).